# خالص جلبي
خالص جلبي طبيب وجراح ومفكر، ولد في القامشلي شمال شرق سوريا ويحمل الجنسية الكندية، يتحدث اللغتين الألمانية والإنجليزية بالإضافة إلى لغة العربية، تخرج من كلية الطب عام 1971 وكلية الشريعة عام 1974.
سافر إلى ألمانيا وأتم بها تخصصه في جراحة الأوعية الدموية، عاش فيها حتى عام 1982. حصَل على درجة دكتوراه في الجراحة (فاخ أرتس FACHARTZ) ـ ألمانيا الغربية 1982. عاد من ألمانيا ليستقر في السعودية وعمل طبيبًا مقيمًا في أحد المستشفيات الحكومية في مدينة محافظة النماص جنوب المملكة، وعمل لاحقًا كرئيس لوحدة جراحة الأوعية الدموية (بالإنجليزية: VASCULAR SURGERY UNIT) في مستشفى الملك فهد التخصصي بريدة في منطقة القصيم بالسعودية بطاقة 570 سريراً. يقيم الآن في المغرب.

## فكره
ألف وكتب في مجال تنوير وتحرير العقل الإسلامي ونبذ العنف والانتقال إلى المعاصرة وضرورة العدالة. من كتبه كتاب "النقد الذاتي"، تأثر بالقرآن الكريم فكانت كتابته تحتوي على إشارات واقتباسات قرآنية متسقة مع سياق الفكرة التي يطرحها، إضافة إلى تطويع الكلمات وتوضيح المعاني بسبب تعدد اللغات التي يتقنها.

## مقالاته ومشاركاته
كتب الدكتور خالص بشكل دوري وأسبوعيٍ في كل من:
- جريدة الاتحاد الإماراتية (يوم الأربعاء) صفحة وجهات نظر.
- جريدة البلاد البحرينية (يوم الجمعة).
- موقع إيلاف الإلكتروني (يوم السبت).
- يكتب أيضًا في جريدة الأخبار المغربية لصاحبها الصحفي رشيد نيني.

كتب في جريدة الشرق الأوسط كل يوم جمعة في صفحة الرأي (منذ السادس من نيسان/أبريل 1999م حتى شباط/فبراير 2000م).
ـ كتب 1070 عموداً في جريدة الاقتصادية السعودية منذ شباط/فبراير 2000م حتى مايو 2003م.
ـ كتب مقالة أسبوعية في جريدة المدينة السعودية منذ تشرين الثاني/نوفمبر 2001م. وتوقف بعد مقابلة مع الكاتب بعنوان المكاشفات في نوفمبر 2002م.
ـ له مقالة أسبوعية في جريدة الاتحاد الإماراتية منذ آذار/مارس 2002م حتى الآن.
ـ كتب منذ الأول من أيار /مايو 2003م عمودا يوميا في جريدة الوطن السعودية.
ـ كتب بشكل دوري أسبوعياً لجريدة الرياض السعودية في صفحة حروف وأفكار في حقول معرفية شتى لفترة خمسة سنوات ونصف (تشرين الأول/أكتوبر 1993م ـ نيسان/أبريل 1999م) بلغت 235 مقالة.
ـ جريدة الشرق السعودية حيث كتب أكثر من ألف مقال من أواخر 2011م إلى نهاية 2015م.
كتب في العديد من المجلات والصحف فيما يزيد عن عشرة منابر فكرية (عربية ودولية مثل مجلة الفيصل السعودية ـ جريدة الجمهورية في اليمن ـ الحضارة إصدار السويد ـ مجلة الكلمة في لبنان ـ مجلة العربي الكويتية ـ القافلة أرامكو السعودية ـ الراية المغربية ـ المجلة العربية السعودية ـ مجلة المجلة (إصدار لندن) ـ مجلة (الصقور) التابعة للكلية الجوية السعودية ـ صحيفة الرياض ـ جريدة المحايد إصدار لندن ـ كما ترجمت بعض أعماله. أذاعت له محطة الشارقة برنامجي (مسلسل نافذة العلم على الإيمان) في 13 حلقة ومسلسل (العلم والإيمان) في 10 حلقات.
استضافته المحطة الفضائية (اقرأ) للإدلاء برأيه كمحاور رئيس في مشكلة العنف الجزائري والمصالحة الوطنية لعام 1999 م وكذلك عام 2000 لمناقشة هدم تماثيل بوذا في أفغانستان ثم لمناقشة مشكلة العنف في الحركات الإسلامية أكتوبر عام 2001م. كما سجلت له قناة اقرأ ثلاثين حلقة تحت عنوان العلم في محراب الإيمان. شارك في مؤتمر (التعددية) في فيرجينيا عام 1993 م بدعوة من المركز العالمي للفكر الإسلامي حيث تقدم بورقة بحث بعنوان (إلغاء الموجود أم إيجاد الملغي؟)
شارك عن طريق مؤسسة (سجى) للإنتاج الفني في الأردن في مؤتمرين (نوفمبر 1997م ومايو 1998م) (تذاع من محطة ART) في (منبر الشباب) و(المنبر الحر) (الأخير عن العنف والتطرف والإرهاب).
شارك في المؤتمر الذي نظمته جريدة الاتحاد الإماراتية بمناسبة صدور العدد عشرة آلاف منها في أبو ظبي في 19 و 20 يناير 2003م بورقة عمل بعنوان كيف حرر الورق عقل الإنسان؟
شارك في مؤتمر (حوار الحضارات) في مدينة كيبك الكندية في جامعة لافال تاريخ (10 ـ 11 أيار/مايو 2003م) وتقدم بورقتي عمل بعنوان (إعادة تصنيع العقل المسلم) و(الحقبة الأمريكية وقانون التاريخ). ساهم في رفد مركز (اللاعنف العالمي ـ مبارك عوض) في واشنطن بالأبحاث. نال جائزة علي وعثمان حافظ الصحفية عن أفضل مقالة لعام 1997م. وصف رئيس تحرير جريدة الشرق الأوسط عبد الرحمن الراشد مقالة "لماذا يهاجر المواطن العربي؟ سفينة تغرق"، بأنها من أفضل المقالات التي نُشرت في الصحافة العربية عام 1999م.
يؤمن بالأسلوب السلمي كأداة تحرير أساسية للإنسان العربي. وقد تعرض خالص للسجن من أجل أفكاره أربع مرات. ويدعو إلى تأسيس مذهب لا عنف عربي داخلي ويرى أن جناحي الطيران للتحليق إلى المستقبل هما العلم والسلم.

## كتبه
صدر له الكتب التالية:
1 ـ (الطب محراب للإيمان) الجزء الأول عام 1971 رسالة التخرج من كلية الطب.
2 ـ (الطب محراب للإيمان) الجزء الثاني 1975 (كلا الجزئين دار الكتب العربية ـ دمشق بالتعاون مع مؤسسة الرسالة بيروت).
3 ـ (ظاهرة المحنة ـ محاولة لدراسة سننية) عام 1980م (دار البشير عمان).
4 ـ (في النقد الذاتي ـ ضرورة النقد الذاتي للحركات الإسلامية) 1982م (مؤسسة الرسالة بيروت).
5 ـ (الإيدز طاعون العصر) عام 1985م (دار الهدى ـ الرياض).
6 ـ (عندما بزغت الشمس مرتين) 1991م (دار الكتب العربية ـ دمشق).
7 ـ (مخطط الانحدار وإعادة البناء) 1996م (دار الرياض ـ مؤسسة اليمامة ـ الرياض).
8 ـ (سيكولوجية العنف واستراتيجية العمل السلمي) 1997 م (دار الفكر ـ بيروت).
9 ـ أبحاث في العلم والسلم (صدرا في كتيبين صغيرين عن دار الكتب العربية ـ دمشق عام 1992م.
10 ـ كتاب (جدلية القوة والفكر والتاريخ) ـ دار الفكر ـ دمشق ـ تشرين الأول/أكتوبر عام 1999م.
11 ـ (كيف نقتحم متغيرات المستقبل من خلال ثوابت الماضي؟) إصدار مجلة (المعرفة) السعودية بالمشاركة مع آخرين بعنوان كتاب المعرفة رقم (5) ذو القعدة 1419 هـ الموافق فبراير 1999 م.
12 ـ كتاب (ثورات في الطب والعلوم) إصدار مجلة العربي) الكويتية في سلسلة كتاب العربي رقم 36 بالاشتراك مع أحمد مستجير وآخرون ـ التاريخ 15 نيسان/أبريل 1999 م.
13 ـ كتاب (حوار الطب والفلسفة) ـ إصدار دار المنبر للنشر ـ دمشق ـ تشرين الأول/أكتوبر 1999م.
14 ـ كتاب (بناء ثقافة السلم) إصدار دار المنبر للنشر ـ دمشق ـ تشرين الأول/أكتوبر 1999م.
15 ـ كتاب (قوانين التغيير) إصدار دار المنبر للنشر ـ دمشق ـ تشرين الأول/أكتوبر 1999م.
16ـ أصدر سلسلة منشورات بعنوان (فانظروا) ما يزيد عن 80 ورقة بحث (نشاط خاص)
17 ـ كتاب (العصر الجديد للجراحة ـ من جراحة الجينات إلى الاستنساخ الإنساني) إصدار دار الفكر ـ دمشق آذار/مارس 2000م.
18 ـ كتاب (الإيمان والتقدم العلمي) إصدار دار الفكر ـ دمشق في سلسلة حواريات بينه وبين الدكتور هاني رزق ـ أيار/مايو عام 2000 م الموافق صفر 1421 هـ.
19 ـ كتاب (كيف تفقد الشعوب المناعة ضد الاستبداد) بالاشتراك مع جودت سعيد وهشام علي حافظ ـ إصدار رياض الريس للكتب والنشر ـ بيروت نوفمبر 2001م.
20 ـ كتاب (أيها المحلفون: الله... لا الملك) بالاشتراك مع جودت سعيد وهشام علي حافظ ـ إصدار: رياض الريس للكتب والنشر ـ بيروت. تشرين الثاني/نوفمبر 2001م.
21 ـ كتاب (الدرس الأفغاني) نشرته مؤسسة ألوان المغربية ـ تشرين الأول/أكتوبر عام 2002م
22 ـ كتاب (الزلزال العراقي) ـ مركز الراية الأندلسية في جدة ـ حزيران/يونيو 2003م.
23 ـ على خطى الإنسان.
24 ـ الاستبداد.
25 ـ النقد الذاتي.
26 ـ كليلة ودمنة الجديد.
27 ـ كرونولوجيا الثورة العربية الكبرى.

## المصدر
1. ↑  خالص جلبي الوطن نسخة محفوظة 09 يناير 2014 على موقع واي باك مشين.

## وصلات خارجية
- خالص جلبي على موقع أرشيف الشارخ.

مدونة خالص جلبي